# لی منتل
لی منتل (به انگلیسی: Lee Mantle) سناتور سابق عضو حزب جمهوری‌خواه ایالات متحده آمریکا بود. وی در سال ۱۸۹۵ تا ۱۸۹۶ و ۱۸۹۶ تا ۱۸۹۹ میلادی سناتور ایالت مونتانا در سنای ایالات متحده آمریکا بود.